# Nicolas Seiwald
Nicolas Seiwald, né le 4 mai 2001 à Kuchl en Autriche, est un footballeur international autrichien qui évolue au poste de milieu central au RB Leipzig.

## Biographie

### En club
Né à Kuchl en Autriche, Nicolas Seiwald est formé par le Red Bull Salzbourg mais c'est avec le club partenaire, le FC Liefering, qu'il débute en professionnel, jouant son premier match le 24 mai 2019, à l'occasion d'une rencontre de deuxième division autrichienne face au WSG Wattens. Il entre en jeu lors de cette rencontre perdue par son équipe par deux buts à un.
Il est intégré à l'équipe première du RB Salzbourg en 2020. Le 4 mai 2020, jour de ses 19 ans, il prolonge son contrat jusqu'en juin 2024,. Il joue son premier match pour le RB Salzbourg le 9 septembre 2020 contre le Schwarz-Weiß Bregenz en coupe d'Autriche. Il entre en jeu à la place d'Enock Mwepu et son équipe s'impose largement par dix buts à zéro.
Le 1er mai 2021, Nicolas Seiwald glane le premier titre de sa jeune carrière en remportant la coupe d'Autriche face au LASK Linz. Il entre en jeu à la place d'Antoine Bernede et son équipe s'impose par trois buts à zéro,.
Nicolas Seiwald rejoint le RB Leipzig à partir du 1er juillet 2023. Le transfert est annoncé dès le 26 février 2023 et le joueur signe un contrat de cinq ans, soit jusqu'en juin 2028,.
Il joue son premier match pour Leipzig le 12 août 2023, lors de l'édition 2023 de Supercoupe d'Allemagne. Il est titulaire lors de ce match que son équipe remporte sur le score de trois buts à zéro.

### En équipe nationale
Nicolas Seiwald représente l'équipe d'Autriche des moins de 17 ans de 2017 à 2018 pour un total de neuf matchs joués.
Le 25 mars 2019, Nicolas Seiwald joue son premier match avec l'équipe d'Autriche espoirs, face à l'Arabie saoudite. Il entre en jeu à la place de Emanuel Aiwu, et se fait remarquer en inscrivant un but, participant ainsi à la large victoire de son équipe qui s'impose sur le score de dix buts à zéro.
En novembre 2021, Nicolas Seiwald est convoqué pour la première fois avec l'équipe nationale d'Autriche par le sélectionneur Franco Foda. Il honore sa première sélection lors de ce rassemblement, le 12 novembre 2021 contre Israël. Il est titularisé lors de cette rencontre remportée par son équipe sur le score de quatre buts à deux.
Le 7 juin 2024, il fait partie de la liste des 26 joueurs convoqués par Ralf Rangnick pour disputer l'Euro 2024.

## Palmarès

### En club
Avec le RB Salzbourg, Nicolas Seiwald est champion d'Autriche en 2020-2021 et 2021-2022. Il gagne également la Coupe d'Autriche en 2020-2021.
Avec le RB Leipzig, il remporte la Supercoupe d'Allemagne en 2023.